# Thomas Lecuit
Thomas Lecuit, né le 4 octobre 1971 à Saumur, est un biologiste français spécialiste de l’émergence des formes ou morphogenèse. Il est professeur au Collège de France, titulaire de la chaire Dynamiques du vivant. Il dirige une équipe de recherche à l’Institut de Biologie du Développement de Marseille (IBDM), et le Centre Turing des Systèmes Vivants, un centre interdisciplinaire consacré à l’étude du vivant.

## Biographie
Thomas Lecuit grandit à Saumur, de parents médecins qui lui apportent une éducation large, ouverte aux arts, aux humanités et à la science. Il développe tôt un attrait marqué pour les choses de la nature, qui attisent sa curiosité. Après un baccalauréat scientifique (1989) il entreprend des études en classe préparatoire au Lycée Sainte-Geneviève et entre en 1991 à l’École Normale Supérieure.
Il effectue en 1993-1994 un stage de recherche déterminant à l’Université Rockefeller de New York sous la direction de Claude Desplan qui lui fait découvrir le monde de la recherche.
Poursuivant son intérêt pour l’étude du développement, il effectue sa thèse à l’EMBL d’Heidelberg, sous la direction de Stephen Cohen. Son travail porte sur la génétique du développement, c’est-à-dire la façon dont des gènes appelés morphogènes orchestrent l’identité des cellules à distance.
Thomas Lecuit élargit en 1998 l’étude génétique du développement à l’analyse de ses bases cellulaires lors d’un stage postdoctoral à l’Université de Princeton avec Eric Wieschaus, lauréat du Prix Nobel de Physiologie et Médecine en 1995. Il s’intéresse à la dynamique et à la polarisation cellulaires, point de départ d’une étude de la dynamique du développement.
Recruté au CNRS en 2001 comme chargé de recherche, il revient en France à l’Institut de Biologie du Développement de Marseille. Il crée une équipe de recherche sur l’architecture et la plasticité tissulaires qui le conduira à unifier approches génétiques, cellulaires et physiques de la morphogenèse.
Ses recherches s’intéressent aux forces mécaniques qui génèrent les mouvements cellulaires et tissulaires et à la façon dont les gènes du développement organisent ces forces. Il est nommé directeur de recherche au CNRS de seconde puis de première classe en 2006 puis en 2010.
En 2014, Thomas Lecuit a été élu à l’Académie des sciences. En 2016 il est nommé Professeur au Collège de France, titulaire de la chaire Dynamiques du vivant. Sa leçon inaugurale est prononcée le 27 avril 2017.
Les recherches de Thomas Lecuit sont interdisciplinaires et associent biologistes et physiciens. Thomas Lecuit dirige à Marseille le Centre Turing des Systèmes vivants, un centre interdisciplinaire consacré à l’étude du vivant par des collaborations entre biologistes, physiciens, informaticiens et mathématiciens.

## Apports scientifiques
Les contributions scientifiques de Thomas Lecuit portent sur la question générale de l’origine des formes en biologie et de la nature de l’information morphogénétique.
Il étudie pour cela la mouche Drosophile, un puissant système modèle d’étude du développement. Le XXe siècle a été marqué par la découverte des déterminismes génétiques du développement, en particulier des gènes qui définissent l’information de position cellulaire dans un embryon, c’est-à-dire leurs coordonnées spatiales. En 1995-1998, Thomas Lecuit travaille sur une modalité générale d’organisation de l’information de position par des facteurs dits morphogènes. Les morphogènes ont d’abord été proposés par le mathématicien Alan Turing en 1954, en tant que facteurs organisant la forme selon des principes purement physicochimiques de réaction-diffusion. Lewis Wolpert en 1969 puis Francis Crick en 1971 en proposent une définition plus précise, en tant que facteurs qui forment un gradient de concentration à l’origine d’une information de position. Thomas Lecuit montre que les facteurs de croissance de la famille BMP/Dpp et Wg/Wnt sont des morphogènes, agissant à distance, dont la concentration locale constitue une information de position qui organise dans l’espace l’identité cellulaire et les axes des membres,,. Il porte son attention sur les liens étroits entre information de position et croissance tissulaire vus d’un point de vue dynamique.
À partir de 1998, alors que se développe l’imagerie par fluorescence dans des organismes vivants, Thomas Lecuit étudie les bases cellulaires de la dynamique développementale. Il s’intéresse à la formation du tissu primordial de l’embryon de Drosophile, un processus nommé cellularisation et découvre les origines de la dynamique membranaire et de sa polarisation,.
Depuis 2001, Thomas Lecuit étudie comment les gènes orchestrent les mouvements cellulaires à l’origine des changements de forme des tissus embryonnaires. Ses recherches portent notamment sur une caractérisation des principes physiques de la morphogenèse, dans la lignée ouverte par d’Arcy Thompson dans son ouvrage On Growth and Form (1917). Son équipe découvre en premier lieu la nature des forces mécaniques à l’origine de la plasticité tissulaire, à savoir les forces contractiles qui remodèlent la forme et les interactions cellulaires ,,,, leur division. Ils étudient aussi la nature des forces de cohésion par l’adhésion intercellulaire,. Les forces contractiles sont organisées dans l’espace et le temps, elles sont polarisées dans des directions privilégiées. Plusieurs articles révèlent comment l’information de position embryonnaire orchestre la mécanique cellulaire dans l’espace et le temps,. Ces travaux sont discutés dans une perspective plus large dans plusieurs revues,.
Depuis 2010, Thomas Lecuit et ses collègues soulignent les limites d’une tradition qui a largement vu le développement comme l’exécution stricte d’un programme déterministe gouverné par des gènes hiérarchiquement régulés.  Plusieurs études,, indiquent qu’il convient aussi de considérer des lois d’organisation statistiques, sans hiérarchie mais avec de nombreuses rétroactions de nature mécanochimique. Ces travaux révèlent l’importance de l’auto-organisation au cours du développement et autorisent une définition renouvelée de l’information biologique qui allie la génétique, la mécanique et la géométrie.

## Distinctions
- Membre élu de l’Académie des Sciences (2014)[27]
- Membre élu de l’Academia Europaea (2014)[28]
- Prix Liliane-Bettencourt pour les sciences du vivant (2015)[29]
- Médaille de Bronze (2006) puis d’Argent (2015) du CNRS
- Grand Prix Victor Noury de l’Académie des Sciences (2011)
- Membre élu de l’EMBO (2009)[30]
- Prix Antoine Laccassagne du Collège de France (2009)
- Prix de la Fondation Schlumberger pour l’Education et la Recherche (2004)
- Prix Claude Paoletti du CNRS (2007)

### Décorations
- Chevalier de l'ordre national du Mérite (nommé le 15 mai 2025)[31].
- Officier de l'ordre des Palmes académiques (2023)[32]